# کمبریج (آیداهو)
کمبریج(به انگلیسی: Cambridge) شهری در شهرستان واشینگتون ایالت آیداهو است که جمعیت آن در سرشماری سال ۲۰۱۰ میلادی ۳۲۸ نفر بوده است.

## موقعیت جغرافیایی
موقعیت جغرافیایی شهرها و مناطق اطراف به شرح زیر است: